# شاتوان
شاتوان (به ارمنی: Շատվան) یک شهر در ارمنستان است که در استان گغارکونیک واقع شده‌است. شاتوان در ۱۷ کیلومتری شمال گاوار، مرکز استان گغارکونیک واقع شده‌است.

## خصوصیات
شاتوان ۵۷۷ نفر جمعیت دارد و در ارتفاع ۲۴۰۰ متر بالاتر از سطح دریا قرار گرفته‌است.
| سال   |  |  |  | ۲۰۰۸ |
| جمعیت |  |  |  | ۷۳۶  |